# Microledrida olor
Microledrida olor är en insektsart som beskrevs av Kramer 1983. Microledrida olor ingår i släktet Microledrida och familjen kilstritar. Inga underarter finns listade i Catalogue of Life.